# Sortnæbbet turako
Sortnæbbet turako (latin: Tauraco schuettii) er en turakoart. Sortnæbbet turako er en endemisk art i Afrika syd for Sahara. Den er hjemmehørende i skovene i det centrale Afrika, i DR Congo, Uganda, det vestlige Kenya, Burundi, Rwanda og Sydsudan. IUCN kategoriserer arten som ikke truet.